# Hurlothrumbo
Hurlothrumbo è una commedia inglese senza senso del XVIII secolo scritta dal maestro di danza Samuel Johnson di Cheshire, e pubblicata nel 1729. Lo spettacolo incorpora sia elementi musicali che parlati.
Scrivendo nel 1855, Frederick Lawrence dice del lavoro:
(The Life of Henry Fielding, p. 21.)
L'autore stesso si è esibito come protagonista nella commedia, con canzoni, balletti, suonando il violino folk e camminando sui trampoli. Il romanziere e sceneggiatore Henry Fielding fa cenno alla commedia nella sua  novella Tom Jones:
(Frederick Lawrence)